# Мосбург
Мосбург (на немски: Moosburg (Kärnten), словенски: Možberk) е комуна (немски: Marktgemeinde) в окръг Клагенфурт, в Каринтия, Австрия с 4488 жители (на 1 януари 2015). Има площ от 36,76 km².